# Skillet (álbum de estréia)
| Críticas profissionais | Críticas profissionais |
| Avaliações da crítica  | Avaliações da crítica  |
| Fonte                  | Avaliação              |
| ---------------------- | ---------------------- |
| AllMusic               | [ 1 ]                  |
| Cross Rhythms          | [ 2 ]                  |
| Jesus Freak Hideout    | [ 3 ]                  |

Skillet é o álbum de estréia da banda americana de Rock cristão Skillet. Foi lançado em outubro de 1996 como um CD atualizado e uma fita cassete de áudio pela ForeFront Records e pela Ardent Records. Apresenta letras cristãs em estilo grunge.

## Gravação
Skillet foi gravado em Memphis, Tennessee na Ardent Studios em 1996. Na época a banda Skillet era composta por três integrantes: John Cooper nos vocais, no baixo e no piano, Ken Steorts na guitarra, nos backing vocals e no sintetizador de guitarra, e Trey McClurkin na bateria e nos backing vocals. A versão demo do álbum, Right Upside Your Head, foi gravada no início do mesmo ano, contendo seis músicas em fita cassete. As músicas "Shovel" e "Darn Great Day" eram exclusivas da demo, enquanto "Gasoline", "Promise Blender" e "Boundaries" foram regravadas para o álbum oficial. A versão demo de "Boundaries" continha os vocais de Ken Steorts. A faixa demo "Safe With Me" foi regravada como "Safe With You" no Skillet.
Em uma entrevista de 1997, Steorts revelou que o nome da banda veio de um pastor da Covenant Community Church chamado Rick Miller. Em 2022, Cooper disse que o nome do álbum de estreia seria Right Upside Yo Head, mas a gravadora discordou em usá-lo.

## Lista de músicas
| Nº  | Título              | Letra       | Música           | Duração |
| --- | ------------------- | ----------- | ---------------- | ------- |
| 1.  | "I Can"             | John Cooper | Cooper           | 4:17    |
| 2.  | "Gasoline"          | Cooper      | Cooper           | 4:01    |
| 3.  | "Saturn"            | Ken Steorts | Steorts          | 5:09    |
| 4.  | "My Beautiful Robe" | Cooper      | Cooper           | 3:38    |
| 5.  | "Promise Blender"   | Steorts     | Cooper           | 3:55    |
| 6.  | "Paint"             | Steorts     | Steorts          | 3:20    |
| 7.  | "Save with You"     | Cooper      | Cooper           | 3:49    |
| 8.  | "You Thought"       | Cooper      | Steorts - Cooper | 3:40    |
| 9.  | "Boundaries"        | Steorts     | Steorts          | 4:05    |
| 10. | "Splinter"          | Steorts     | Steorts          | 2:40    |
|     |                     |             | Duração total:   | 38:40   |

## Pessoal
Skillet
- John L. Cooper – vocais, baixo, piano
- Ken Steorts – guitarra, sintetizador de guitarra, backing vocals
- Trey McClurkin – bateria, backing vocals

Produção
- Dana Key – produtora executiva
- Patrick Scholes – produtor executivo
- Paul Ebersold – produtor, gravação, mixagem (1, 3, 4, 7)
- Skidd Mills – produtor, gravação, mixagem (2, 5, 6, 8, 9, 10)
- Ken Steorts – engenheiro adicional
- Larry Nix – masterização na Ardent Mastering (Memphis, Tennessee)
- Troy Glasgow – fotografia
- Jeff Kratschmer – projeto

## Vídeos musicais
- "I Can
- "Gasoline"
- "Saturn"

O álbum Skillet foi o único com mais de um videoclipe antes do lançamento do sexto álbum de estúdio, Comatose, em 2006, que teve quatro.
"I Can" é um vídeo simples, que mostra a banda tocando em um palco e várias cenas de pessoas adorando a Deus. O vídeo foi filmado durante um show ao vivo, com um acréscimo de uma parte extra da banda tocando e do testemunho de John Cooper no final da música.
"Gasoline também apresenta a banda tocando em um palco, mas não se sabe se foi durante um show ao vivo ou somente uma gravação. Ele também mostra cenas de John rastejando ao ar livre, clamando por Deus. Posteriormente o videoclipe foi incluído no The Early Years (1996-2001), o primeiro álbum de compilação, em 2010.
O videoclipe de "Saturn" mostra a banda explorando por um grande laboratório e telescópio, além de tocar em um telhado.